# 学園革命伝ミツルギ
『学園革命伝ミツルギ』（がくえんかくめいでんミツルギ、Mitsurugi: The Legend of School Revolution）は原作・河田雄志、作画・行徒による日本のギャグ漫画作品。

## 概要
『月刊コミックラッシュ』（ジャイブ）2005年3月号で連載開始。当初は短期集中連載（全6話）の予定であったが、読者アンケートで好評だったために正式連載へ昇格し、2010年6月号まで連載された。
その後、『学園革命伝ミツルギ なかよし』のタイトルで『ヤングガンガン』（スクウェア・エニックス）2010年20号から2011年18号まで連載され、同社『月刊ビッグガンガン』へ移籍した後は2011年Vol.1から2012年Vol.08まで連載された。
少女漫画系統の華美な作画（作中では「ゴチャゴチャした絵」と自嘲している）と不条理系ギャグのミスマッチが特徴。掲載話数ごとにエピソードタイトルが付けられており、1話がさらに複数の節 (MISSION) で区切られていることもある。
2009年からは、『月刊コミックラッシュ』3月号にドラマCDが附属されたことに始まり、2枚のドラマCDが発売されている。CDの書き下ろしエピソードには、同じく『月刊コミックラッシュ』に連載されていた『キングアビス』のキャラクターが登場していることが特徴である。

## あらすじ
少子化に伴い高校の統廃合が進む中、私立波亜怒雲（パードゥン）高校、通称「パー高」の生徒会長に就任した美剣散々は校長よりパー高を魅力有る学園にすべく「革命」を断行するよう要請される。その日以来、美剣率いる生徒会は「革命」を旗印に大胆なリストラクチャリングの断行に着手するのであった。

## 登場人物
声優はオーディオドラマ版のキャスト。

### 私立波亜怒雲高等学校（パー高）
これと言って特徴の無い、都内の私立高校。歴史も浅く、ようやく創立二十周年。同じ区内にある瓶底高校・帝海大付属帝海第三高校との存亡を賭けた新入生確保に腐心しているが、地元にそもそも特色がないこともあって苦戦を強いられている。強いて言えば生徒会は会長の美剣以下、奇人変人が揃っていて非常に個性的。

#### 生徒会
美剣 散々（みつるぎ ちるちる）
声：緒方恵美
3年1組・生徒会長。校長の命により「革命」を推し進めるが、就任後は推薦枠すらスカスカという有様で事態はむしろ悪化している。しかも生徒会が一般の部費を大幅に削減し予算を独占していることもあり、一般の生徒からは気まぐれな独裁者にしか見られていない。第19回で一旦、卒業するがいわゆる「サザエさん方式」により第20回では再び3年生に（他の生徒も同様である）。
自身の美貌と才能に絶対の自信を持っているが、学問・運動共に不得手。類稀なる容貌もそれを上回る奇妙奇天烈な言動には及ばず人望も皆無。なお、そんな美剣が生徒会長の任にあるのは、生徒会役員人事が選挙によらなかったためである。
髪は銀髪（地毛）で基本的にポニーテールだが、たまにマイナーチェンジしている。中性的な容貌で、身長は高めだが体格は華奢。制服は和洋両テイストを取り入れた特注品でほぼ毎話のように細部デザインが異なっている。首から下を露出することは稀で、女性用の和装や男性用衣服を着用しており、スカート等女性向けの衣服を纏う際はアンダーにスラックスを着用している場合が多い。
作中で性別は明らかにされていない。母親似だが、血の繋がりはないと主張している。
フルーツの香りの練り消しが好物で幼少の頃につい食べ過ぎてしまい入院した経験や、ツチノコを踏んで捻挫したことが二度ほどある。華美な衣服を常に着用しているが、ラーメンが好きだったり庶民的な発案をすることも多い。口調は非常に上品で男性的。基本的にボケ担当だが、中二階堂の下ネタに対しては常に冷静なツッコミを加えている。また、色気づいた話題に共感を示す事はなく、冷めた視線を送ることが多い。
なお、新装版4巻のオビでは担当声優の緒方に「こんなマイペースな役初めてです」と言われている。
中二階堂 三一（なかにかいどう さぶいち）
声：杉田智和
3年2組・生徒会副会長。メガネとツンツンした髪型が特徴。出臍に指輪をはめ込んで抜けなくなったため空港の金属探知機に必ず引っかかったり、身体検査の日に間違えて妹のパンツを穿いていたなど幼少の頃から様々な伝説を打ち立てている男。日頃の欲望丸出しのセクハラ的言動や人をムカつかせる態度ゆえに、男子からは憎まれ女生徒からは「キモイ」と敬遠されて生徒会が設置している目安箱への投書も中二階堂を誹謗する内容がほとんどを占める。変態としか言いようの無い人物であるが、数少ない友人である姫宮や妻先姉妹には奇行に及んでいない。もっとも、6巻の表紙で一人だけ仲間はずれにされたり、怪しげな薬を投与されて強化人間にされたりするなど、生徒会内でもかなりぞんざいな扱いを受けている。あらゆる批判・攻撃に対して開き直った図太い態度をとるが、美剣が言うところの「家で泣くタイプ」である。妹が1人いることが判明している。なお、美剣・姫宮とは小学校頃からの古い付き合いである。
小学生の頃はリトルリーグで正捕手をしており、度を超したささやき戦術が得意だったことから「八王子の天かける毒の虹」と呼ばれていた。また、当時ブームであった三二（さんにー）四駆のカスタマイズでジャパンカップアイデア賞を受賞している。
姫宮 京（ひめみや みやこ）
声：ゆかな
2年・書記。旧家の出身で非常にマイペースな性格。美剣を慕い、絶対の忠誠を誓っている。自家用ジェットを所有するなど財力は生徒会メンバーでは断トツだが重度の浪費家でもあり、バレンタインデーには美剣にチョコレートでなく現金をプレゼントしている。
外見だけは美少女な上に物腰も非常に優雅であるため、パー高の生徒以外には非常に人気があり追っかけが多数付いている。反面、その奇行故に美剣同様人望はゼロ。ピアノを弾けると主張するが、譜面どおりに鍵盤を押せるというだけでその演奏は聴衆に悪寒を引き起こす。美剣・中二階堂と違って主体性がなく、意図的にふざける事はあまりないが、かえって天然で両者以上の脱線をもたらすことも少なくない。なお、女子テニス部主将菊地が「よく今まで生きてこれたわね」と呆れるほどに一般教養に欠けており、その点では美剣・中二階堂にも優る。
緑川 青羽（みどりかわ あおば）
声：福山潤
1年・会計。生徒会の中で唯一の常識人。暴走してとんでもない意見を出す他のメンバーにツッコミと共にストップを掛けるが、最終的には押し通されてしまうことも多い。しかも彼等と同類視されることも少なくないため、気苦労が絶えない。日々メンバーに振り回されているが、キレると美剣や中二階堂にも暴言を吐き、姫宮にも暴力的な振る舞いをする。姫宮曰く、可愛いという理由で上級生には意外とモテるらしい。年頃の少年らしく、中二階堂の下ネタ（性関連）に思わず反応してしまうことも少なくない。生徒会役員に選ばれた理由については「予言にあった者だから」という以外何もわかっていない。
愛犬・ペロをとても可愛がっていたが、校内でのペット同伴解禁を議論した際に姫宮のペットであるライオンに噛み殺されてしまった。ペロはその後も心霊写真などで何回か登場している。既婚者の姉が一人。
妻先 ドリル（つまさき ドリル）
声：斎藤千和
1年・会計監査。生徒会の「校内変な人アンケート」で栄えある1位（2〜5位は美剣・中二階堂・姫宮・校長）に輝き、中途で生徒会に加入した。緑川による第一印象の通り、外見は美少女だが奇行が目立つ。普段は全く発言せず、言語化できない意味不明の独り言をつぶやいているが、ごく稀にプラカードで意思を表明する。タコやイカなどの軟体類が好物のようで、タコ焼きやスルメのみならず生ダコをかじる場面も見られる。また、移動する際には中二階堂か緑川に肩車されていることが多い。
壁面のシミと会話が可能であったり、リコーダーを吹くだけで超音波を発生させて窓ガラスを割ったりと様々な超常現象を引き起こす。
緑川が見た「バカな人物だけが被害を蒙るバイオハザードの夢」の中で、実は生徒会で唯一目立った変化が見られなかった人物。
両親と双子の妹・ステルスの4人家族。家業は当初、神社であったが後に温泉旅館、さらにレストランと生徒会一同が訪れるたびに業種替えをしている。

#### 運動部主将
予算を私物化した挙句に一般クラブ活動の予算を大幅に削減している生徒会に対して合同で抗議し、予算増額要求を度々繰り返している主将たち。サッカー部・野球部・柔道部・女子バレーボール部・女子テニス部・男子テニス部が参加している。しかし美剣に遊ばれている感が強く、その度毎にサッカー対決、三二四駆対決、五重の塔対決に付き合わされている。通算成績は一勝二敗。
堀内 太志（ほりうち ふとし）
サッカー部主将。人格と努力で主将に選ばれたキーパー。太っている。球の扱いに関しては素人並で、リフティング勝負で緑川に敗れた。
伊藤 健介（いとう けんすけ）
野球部主将。坊主刈りの精悍な少年。にらめっこ勝負でドリルに敗れ、心に深い傷を負った。
柳内 大二（やなうち だいじ）
柔道部主将。6人の中ではリーダー格。小学校時代の愛読誌は『ボンボン』であったため三二四駆の知識は余り持ち合わせていない。
畑中 美代（はたなか みよ）
女子バレーボール部主将。そばかすの残る素朴な少女。大会前に生徒会に介入され、必要以上の大敗を喫したことがある。初登場時は茶髪だったが、再登場時には黒髪に。
菊地 彩子（きくち あやこ）
女子テニス部主将。常に眉間に皺を寄せているが、容貌は整っている。マラソン大会では姫宮とペアを組まされ、その他力本願ぶりに呆れて完走を放棄した。見た目通りに気が強く、中二階堂のセクハラに対してほとんど動じることがない。
小西 邦夫（こにし くにお）
男子テニス部主将。普段は気の弱い大人しい少年だが、スイッチが入った途端にハッスルボーイと化す。小学校時代の愛読誌は『コロコロ』で、2回目の増額要求に際して美剣から持ちかけられた三二四駆勝負で運動部代表として生徒会と勝負し、次々に新たな俺様ルールを繰り出す美剣の傍若無人ぶりをむしろ楽しみながら予算増額を勝ち取った。
高校生クイズキングダムの際には、その熱血ぶりを買われパー高チームにヘルプで加入しているが、予選第一問目で敗退。フロリダへの交換留学生にも選ばれており、出番は比較的多めである。

#### 新生徒会
以下の3名とも単行本第1巻の巻末に収録されている嘘予告に悪役として出演しており、美剣自身第8巻の予告でそのことにふれている。また、第1巻の時点では名前がまだ決まっておらず、服装や立場も決まってはいなかったように思える。
風切 狼煙（かざきり のろし）
2年。前理事長の死去で就任した新理事長の息子。その権威を最大限に利用し、美剣の後ろ盾であった藤原校長を解任し叔父を新校長に就任させると共に新生徒会を設立。一度は全権掌握に成功するが、美剣が面倒臭くなって姫宮家に手を回し藤原校長を復職させたため叔父は失脚、余りにも理不尽な形で敗北を喫した。
その後も一般生徒として在籍しているが、余りにも惨めな失脚が災いしてか「失敗した転校生」の烙印を押され、クラスで浮いた存在になっている。また、回を追う毎に中二階堂に匹敵するほど不甲斐ない姿が目立つようになってしまった。
金剛 源二（こんごう げんじ）
3年。顔の生傷がトレードマーク。風切の幼馴染でその忠実な腹心として新生徒会を支えていたが、風切の叔父が失脚した後は風切と同様に「失敗した転校生」の烙印を押されてしまう。それでも風切の側を離れることは無く、校内で浮いた者同士として支え合っていた。ただし初登場時の威勢は失われ、悲観的な言動が多くなってしまっている。また「成田さつき」という恋人が出来てからは幾分前向きになったが、今度は風切の嫉妬に悩まされるようになった。
中二階堂が薬物投与で超人類・三一人（さぶいちびと）となり暴走した際にはパワードスーツを装着して対決するなど、肉弾戦で本領を発揮する。
氷川 凛（ひかわ りん）
1年。新生徒会唯一の女子。風切・金剛の2人とは対照的に寡黙で個性が薄かったのが幸いしたのか同級生と上手く付き合っており、かつての仲間であった風切・金剛を相手にしなくなった。

#### その他の生徒
木ノ下 美奈（きのした みな）
3年生。女子バスケットボール部のポイントガードで、中二階堂が理想のタイプとして何度も名前を挙げている。泣き黒子が特徴。下級生からも人気で、生徒会の予想する校内ビューティコンテストの準優勝大本命（優勝は競うまでもなく美剣との事）。しかし基本的に回想（妄想）シーン以外での登場はない。
川野 竹士（かわの たけし）
天文部部長。生徒会からパー高の知名度を上げるべく新天体発見（発見したら波亜怒雲高校星と登録申請させる計画）を託され、生徒会メンバーが姫宮の別荘で遊びふけっている中、別荘近くの山で熊に襲われるなど悪戦苦闘しながら高性能天体望遠鏡（生徒会が勝手に天文部名義15年ローンで購入した）を駆使し、見事に新天体を発見する。しかし、その新天体は「波亜怒雲高校星」でなく「美剣散々星」と命名された。
夏木 春花（なつき はるか）
2年2組。演劇部員。心霊現象に悩まされ、思わず生徒会設置の目安箱に投書してしまったことが原因で生徒会メンバーに自宅へ押しかけられる。しかし、その日の晩に妻先ドリルが寝ながら浮遊するのを目撃し、本人もよくわからない内に心霊現象から解放される。自宅に押し掛けられた際に、部屋のタンスの中の黒いブラジャーを見られて以来、美剣や中二階堂から度々「黒ブラ」と呼ばれる。なお、「妹にしたい」と密かな人気を博しているとのこと。
合田 丸音（ごうだ まるね）
前項夏木の友人。同じく演劇部員。心霊現象の件で、気の弱い夏木の付き添いで生徒会室に現れて以降、彼女とセットで登場する事が多い。自分を「黒ブタ」と罵る中二階堂とは、マラソン大会でペアになった際に決闘となり、幾分和解の兆しが見えたかのようだったが、結局は元の木阿弥であった。フロリダへの交換留学生に選ばれる辺り、英語が得意な模様。
沢井（さわい）
1年2組。生徒会の目安箱に「彼女が欲しい」と投書し、生徒会で対応を協議。その結果、体育館に全校生徒が集まる中で「沢井君の彼女になりたい人」を公募するも誰も名乗り出ない「晒し者」状態に置かれ、大事なことを決める時は他人に頼るべきではないとの教訓を得る。
中谷 カナ子（なかたに カナこ）
2年。姫宮の同級生で流行らないラーメン屋の一人娘。大学進学を希望するも家計が苦しい中、商店街を回っていた生徒会一同に店へ押しかけられ美剣の提案で「陰からそっと見守る心配性のお姉さんラーメン」に店をリニューアル。これが口コミとネットで評判となり、予想外の大繁盛に。
黒田 慎二（くろだ しんじ）
1年。緑川の同級生で小学校以来の親友。マラソン大会でドリルとペアを組むことになってしまい、散々手を焼かされる。
泪川 小鳥（なみだがわ ことり）
1年。行方不明になった飼い猫の捜索を生徒会に依頼する。超ネガティブ思考かつ泣き上戸で、嬉しくても哀しくても泣く。

#### 教職員
藤原 万床（ふじわら ばんしょう）
声：若本規夫
校長。少子化に伴う高校の統廃合が進む中、区内のライバル校2校との生き残りを賭けてパー高を魅力有る学校にすべく生徒会に学園改革を託す。中二階堂に匹敵する変人。妻子とは別居中で、友人もいないためいつも孤独。生徒会の後ろ盾としてその無軌道な改革を支え、結果的に学園の将来にマイナスをもたらしている感も強いが、一応校長としての職務は基本的に真面目にこなしている。
皆川 夏子（みながわ なつこ）
中二階堂が理想とする美人で巨乳の教育実習生。緑川のクラスである1年2組を受け持つが、3年生の中二階堂は本来の授業をサボって1年2組の授業に出席。さらに「皆川先生にもっと構って欲しいから」との理由で不良行為を始めるが、喫煙により停学となった間に実習期間が終了してしまった。が、新シリーズでまさかの再登場。万床の権力発動により中途枠で3年2組副担任に採用され、その上生徒会の顧問まで務める事となった。なお、彼女のいるコマには大抵「ボイーン」に類する擬音が出る。
大石 力（おおいし ちから）
中二階堂の担任（3年2組）で彼の20年後を想像させる人物。学生時代はモテる為に様々な努力をしていたが、変な所で奇行のスイッチが入るためか、現在も独身。学校内で一番ヒマな大人。
塚田（つかだ）
眼鏡の壮年女性教諭。美剣の現担任（3年1組）で中二階堂の元担任（1年時）。夫は喫茶店経営者。担当生徒からの信頼は厚いが、規格外の生徒に対しては露骨に非友好的な態度を示すことがある。なお、美剣や中二階堂は学園祭の打ち上げにも呼んでもらえなかったクチである。
荒磯 足男（あらいそ あしお）
生活指導担当として他校から招かれた有名教諭。典型的なスパルタ教師で生徒の評判は良くないが、嫌われ役も教育の一環として享受している節がある。風切が新生徒会を立ち上げた際には前校長を支持し教師陣の中で単身、風切側に抵抗を続けていた。

#### その他のパー高関係者・キャラクター
前頭 三十郎（まえがしら さんじゅうろう）
作詞家。1938年、石川県金沢市生まれ。1988年にパー高の校歌を作詞するが、校内・校外を問わず不評のため生徒会メンバーの合作による新校歌（ただし、旧校歌の男子パート・女子パート部分だけは残される）に取って代わられた。変わりダイコンの収集が趣味。
ォッパィーくん
パー高のマスコットキャラクター「パーくん」のデザインを決める際に中二階堂が提案したが即時に却下されたキャラクター。以後もたびたび中二階堂の妄想に登場する。「パーくん」のデザインには緑川の顔がそのまま採用され、パー高周辺では緑川個人の知名度が（あくまでも「パーくん」として）飛躍的に上昇した。
川原・J・哲士（かわはら・ジャパン・てつじ）
パー高OBで、ベストセラーを連発している推理小説家。学園祭で講演を開催し、成功裡に終わるが美剣が勝手に「第二部」を始め結果的に前座扱いされてしまう。

### 瓶底高等学校（瓶高）
パー高と同じ区内にある有名進学校。
米谷 麦夫（よねや むぎお）
瓶底高校3年・生徒会長。常識的な人物であるため、彼なりにパー高生徒会には手を焼かされがちである。ただし権藤と比べるとスキが少ない為、付け込まれる事は少ないがその分出番は少な目。当初は露骨な嫌味を言うような描写があったが、早い時期に角のない落ち着いた人格に変わった。全国高校生クイズ大会本選で3位に食い込むほどの実力者。
妻先 ステルス（つまさき ステルス）
声：斎藤千和
瓶底高校1年。妻先ドリルの双子の妹であるが、姉と違って一般人と普通にコミュニケーション可能。変わった家族のため苦労人であり、特に母に悩まされている。一卵性のため文字通り瓜二つだが、髪型は姉と異なる。高校生クイズキングダムの際には高熱で発火現象を引き起こした姉の身代わりでパー高チームに参戦し、美剣・中二階堂が足を引っ張る中で孤軍奮闘した。

### 帝海大学付属帝海第三高等学校（三高）
パー高と同じ区内にあるスポーツ強豪校。多くのプロ選手を輩出している。地元インディーズの大人気バンド「ブラッディシザーズ」のボーカルRUIも在籍。
権堂 木目（ごんどう もくめ）
声：中村悠一
帝海第三高校3年・生徒会長。小学生の頃、リトルリーグの強豪チーム・五反田ファイターズの4番打者だったが、対戦相手の八王子バナナーズで捕手をしていた中二階堂の度を超したささやき戦術が原因で（試合自体は圧勝であったにも関わらず）「うんこ弁慶 権堂」のあだ名を付けられ、中学卒業までそのあだ名で呼ばれ続けていたことがトラウマ。
現在は、母親に頭が上がらないことと私服のファッションセンスがダサいことが弱点だが、彼女（しょう子）はいる。
粒島 豆子（つぶしま まめこ）
2年・生徒会副会長。常に沈着冷静な眼鏡の美少女。会長の権堂が醜態を晒した場合のフォローアップも完璧にこなすが、権堂とは役職上止むを得ず共に行動している、と度々断言している。
西本 草助（にしもと くさすけ）
2年・書記。権堂の機嫌を損ねないよう常に気を遣っている。

### その他の人物
もっくんママ
権堂木目の母。パンチパーマがトレードマーク。息子のことを「もっくん」と呼んで可愛がっている。息子と違ってノリが良く、美剣に乗せられて意気投合することも多い。趣味はポールダンス。
女将般若（おかみはんにゃ）
妻先ドリルの母。名前は不明。娘たち同様に顔立ちは整っているが、日常的に般若の面を被って奇行を繰り返している。美剣や中二階堂とは別のベクトルで突き抜けた奇人変人であるため、彼女の登場時にはあの二人ですらボケではなくツッコミに回る程。
妻先ドリルの父
前項女将般若の夫。代々続く神主だったが、娘ドリルの温泉発掘を機に温泉宿を立ち上げる。しかしドリルの発掘した不発弾の爆発により閉業。程なくしてレストラン「Do!グサレランテ般若」を起こすが、小学生ギャグそのままの前衛的・攻撃的メニュー故に一年を待たずに閉店している。妻ほどではないがやはり奇人変人の類で、美剣・中二階堂の冷たいツッコミをよく受けている。
散々の母
美剣散々の母。喪服を着用している。中二階堂と追いかけっこをして高速道路に立ち入り、生涯4度目となる補導処分を受けた美剣を引き取りに警察署を訪れる。容貌・言動とも美剣そっくりで親子の仲も非常に良いが、お互いに実の母子ではないと主張している。中二階堂、姫宮とも面識あり。
姫宮伊集院（ひめみやいじゅういん）
京の父。国際的な誘拐組織に娘を狙われるほどのVIP。散々とは非常に仲が良い。校内にSPを入れるわけには行かないとの判断から、散々に京のボディーガードを依頼した。
上履き教団長老（うわばききょうだんちょうろう）
パー高で女子生徒の上履きが大量に盗まれた事件の犯行グループを統率する正体不明の人物。その正体は謎に包まれているがアジトを突き止められ、ドリルがリコーダーを吹いて発した超音波により壊滅。しかし、教団のメンバーには国会議員や警察幹部も名を連ねており事件の真相は闇に葬られた。
その後、美剣達に復讐すべく教団の総本山がある岡山に出張していた校長と荒磯を拉致。しかし、生徒会や元新生徒会の金剛らの活躍により教団は壊滅した。

## 単行本
1. 2006年1月7日初版 ISBN 978-4-86176-267-3
2. 2006年9月7日初版 ISBN 978-4-86176-334-2
3. 2007年4月7日初版 ISBN 978-4-86176-390-8
4. 2007年9月7日初版 ISBN 978-4-86176-430-1
5. 2008年2月7日初版 ISBN 978-4-86176-483-7
6. 2008年7月7日初版 ISBN 978-4-86176-523-0
7. 2009年1月7日初版 ISBN 978-4-86176-614-5
8. 2009年5月7日初版 ISBN 978-4-86176-656-5
9. 2009年9月7日初版 ISBN 978-4-86176-709-8
10. 2010年3月7日初版 ISBN 978-4-86176-752-4

新装版
1. 2011年5月25日初版 ISBN 978-4-7575-3244-1
2. 2011年6月25日初版 ISBN 978-4-7575-3275-5
3. 2011年6月25日初版 ISBN 978-4-7575-3278-6
4. 2011年7月25日初版 ISBN 978-4-7575-3301-1
5. 2011年7月25日初版 ISBN 978-4-7575-3302-8
6. 2011年8月25日初版 ISBN 978-4-7575-3346-2
7. 2011年8月25日初版 ISBN 978-4-7575-3347-9

学園革命伝ミツルギ なかよし
1. 2011年5月25日初版 ISBN 978-4-7575-3243-4
2. 2011年9月24日初版 ISBN 978-4-7575-3378-3
3. 2012年4月25日初版 ISBN 978-4-7575-3577-0
4. 2012年9月25日初版 ISBN 978-4-7575-3742-2

## オーディオドラマ

### 月刊コミックラッシュ創刊5周年記念ドラマCD
掲載誌の創刊5周年記念企画として、2009年3月号の応募者全員サービス（キャンペーン対象コミックスの帯の応募券も必要、その他の実費は応募はがき用の切手代50円のみ）でドラマCD化。原作のエピソードを基にした4編に加え、原作者・河田雄志の書き下ろし新エピソード「コミックラッシュ革命伝」では、同誌に連載されている他の漫画作品の登場人物が特別出演している（カッコ内は声優）。
- キングアビス - アビス（花輪英司）
- しなこいっ - 遠山桜（小清水亜美）
- 人造人間カティサーク - カティサーク（明坂聡美）
- 魂☆姫 - 一ノ宮ヒメ（斎藤千和）
- となグラ! - 有坂香月（神田朱未）

上記5タイトルの内「しなこいっ」と「魂☆姫」は後に「コミックラッシュ革命伝」と同キャストでドラマCD化された。また、アビスは後述するラジオドラマ及びドラマCD各巻の書き下ろしエピソードで事実上のレギュラー扱いとなっている。

### ラジオドラマ
インターネット放送局・音泉で2009年4月30日よりラジオドラマが放送されている。プレ配信は月1回配信で、前述のドラマCD版第1話と第2話が放送され、6月23日のグランドオープン後は第2、第4火曜日の月2回配信となり新エピソードが放送される予定であったが、グランドオープン後の初回配信ではドラマCD版第3話（音声はモノラル）が放送され、第2回以降から新作が配信されることとなった。
前半に配信されたドラマは、ドラマCD 『学園革命伝ミツルギ vol.1』としてコミックマーケット76で先行発売された後、9月11日に一般発売された。

### ドラマCD
2010年3月6日に、『学園革命伝ミツルギ vol.2』がタブリエ・コミュニケーションズ株式会社より発売された。

## インターネットラジオ
2010年1月から4月まで、音泉にてインターネットラジオ番組の配信が行われた。タイトルは『コミックRUSH Presents ミツルギを革命する二人』であり、毎回タイトルコールの後に「略して○○」という言葉が追加される。パーソナリティは福山潤。毎月26日に更新された。
2010年2月26日発売のコミックラッシュ2010年3月号には、ゲストに緒方恵美を迎えたCDが付録となっている。

### コーナー
学園革命伝ミツルギ販売促進戦略会議!
ドラマCD第3弾が発売されるならという設定で、リスナーに欲しくなる特典を考えてもらうコーナー。
波亜怒雲高校生徒会に相談してみよう!
リスナーの悩みを生徒会メンバーに相談してみるコーナー。原作者の河田雄志による「このキャラクターならこう答える」という正解を、パーソナリティやゲストが考え、答えるコーナー。

### ゲスト
2010年1月26日配信：斎藤千和（妻先ドリル・ステルス役）
2010年2月26日配信：ゆかな（姫宮京役）
2010年3月26日配信：中村悠一（権堂木目役）、花輪英司（アビス役）
2010年4月26日配信：緒方恵美（美剣散々役）